# Dactylolabis anomala
Dactylolabis anomala är en tvåvingeart som först beskrevs av Carl Ernst Otto Kuntze 1913.  Dactylolabis anomala ingår i släktet Dactylolabis och familjen småharkrankar. Inga underarter finns listade i Catalogue of Life.